# ルー・モントゥリ
ルー・モントゥリ (Louis J. Montulli II。Lou Montulli として良く知られる) はウェブブラウザの開発で著名なプログラマーである。カンザス大学にいた1991年と1992年の間に彼はマイケル・グローブやチャールズ・レザクと、テキストベースのLynx (ウェブブラウザ)を共同開発している。これは最初期から使用可能だったWebブラウザの一つであり、今日でも使用されている。

## 経歴
1994年に彼はネットスケープコミュニケーションズの設立エンジニアとなり、Netscape Webブラウザの最初のバージョンでネットワーク関連のプログラムを書いた。彼はまたHTTP cookie、<blink>タグ、サーバープッシュとクライアントプル、HTTPプロキシのような幾つかの革新的なブラウザ技術の担当者で、ブラウザにアニメーションGIFの実装を奨励した。Netscapeにいる間、彼はまた、W3CのHTMLワーキンググループの創設メンバーとなり、HTML 3.2仕様書の寄稿者であった。彼は1994年にWorld Wide Web の最初の国際会議で、World Wide Web の殿堂入りと発表された僅か5人（または6人）の1人である。
1998年に彼は Epinions.com (現在の Shopping.com) 社の創立エンジニアになった。
2002年に、彼は35歳未満の世界のトップ技術者100人の1人として、マサチューセッツ工科大学のテクノロジー・レビュー誌にて選出された。
2004年には Memory Matrix社 (現在はShutterfly社に買収されている) の共同創設者兼最高経営責任者となった。
2005年5月から2007年の夏まではShutterfly社でクライアントエンジニアリングの担当副社長を務めていた。
2008年に彼はZetta社の共同創立者となった

## 進行中のプロジェクト
Netscapeブラウザの開発中に彼は、初期のライブ映像サイトの一つである Fishcam を構築した。それはNetscapeブラウザの初期バージョンにイースターエッグ (隠し要素)として組み込まれている事で有名だった。Netscape社は、もはやNetscapeではなくなったずっと後まで、このFishcamをホスティングしていた。短い中断はあったが、2009年に新しいホスト先をみつけ、今でも継続してライブ配信を行っている最長のWebサイトの1つである。

## 参照
1. ↑  Robert Cailliau (1994年5月). “WWW94 Awards”.   CERN. 2011年9月25日閲覧。
2. ↑  “The World-Wide Web Hall of Fame”.  Best of the Web Directory (1994年). 2011年9月25日閲覧。
3. ↑  “2002 Young Innovators Under 35”.  テクノロジー・レビュー (2002年). 2011年8月16日閲覧。
4. ↑  Lou Montulli. “A Short History of the Fishcam”. 2009年2月20日閲覧。
5. ↑  Eric Perlman. “Wacky Uselessness”. 2009年2月20日閲覧。